# オースチン・アレグロ
アレグロ（Allegro ）は、イギリスの自動車メーカー、ブリティッシュ・レイランド（以下BL）によって、1973年から1983年にかけて生産された小型乗用車である。

## 概要

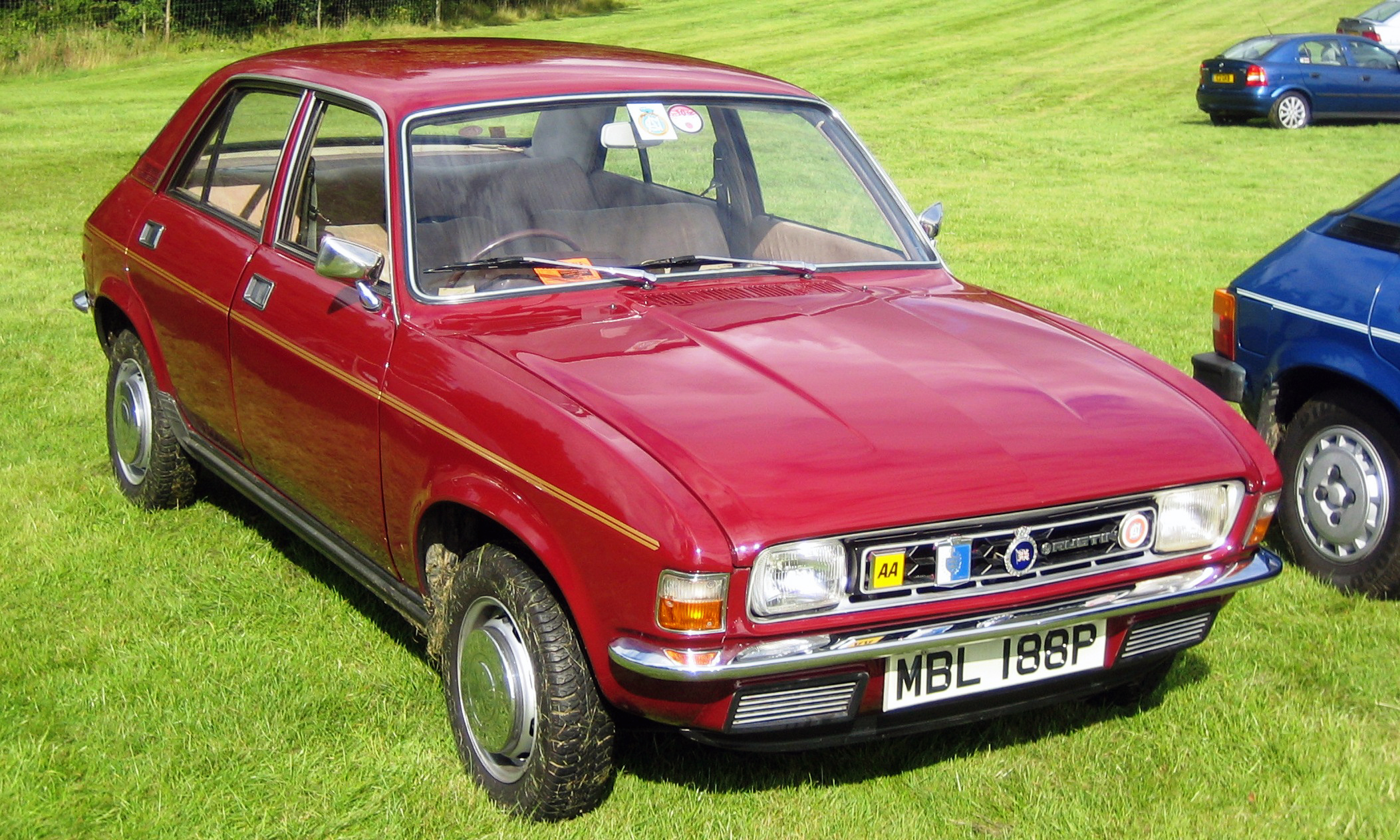

BLの前身BMC にとってミニに次ぐ成功作となったオースチン・1100等のBMC・ADO16シリーズの後継モデルとして企画され、開発コード番号は『 ADO67 』だった。当初ADO16に続いてイタリアのピニンファリーナにデザインを依頼することが考慮され、ピニンファリーナもそのプロトタイプを制作していたが、結局はハリス・マンのアイデアを中心とする自社設計となった。そのアイデアスケッチはあたかもサメのような鋭利なイメージを持ったものだったが、量産化検討の段階でずんぐりとしたプロポーションに変わってしまった。
機構面ではエンジン（1100/1300/1500/1700cc）がBL既存車から流用されたが、サスペンションは ADO16の『ハイドロラスティック』（Hydrolastic）方式を発展させた『ハイドラガス』方式を初採用した。フランス車、シトロエンの『ハイドロニューマティック』方式に影響された、サスペンションの前後を連通させて液体を循環し、車軸部の配管に連結された、スフィア（球体 - 蓄圧器）に封入された窒素ガスがばねとして働き、液体がオリフィス板を通過することでショックアブソーバーとして働き、車体の姿勢変化を抑える仕組みであるが、シトロエンと異なる点は、オイルではなく特殊なアルコール系の液体を使用し、また窒素ガスの加圧を行わず、液体を低圧で常に循環させる点で、このため車高の変更は不可能である。これにより高圧ポンプが不要となり、簡便な機構で優れた快適性と操縦性を得ることを目的としていた。他にはステアリングが当初丸形でなく、歪んだ楕円形となっていたが、これは不評からか後年のマイナーチェンジで丸形に変えられている。
こうして1973年、石油危機の直前に発表されたアレグロだったが、市場の反応はそのスタイルが災いしたためか、さらには、英国病とも呼ばれた後のイギリス産業界を揺さぶった労働争議の頻発による製造品質の低下が影響したためか思わしくないものだった。事実雨漏りもひどく、カタログでのスクーバダイビングの写真が、「雨漏りがひどいのでこうする必要がある」と揶揄されるほどだった。また、前述のサスペンション内部の特殊なアルコール系の液体が金属を腐食させ不具合を起こし、車体が傾いているという現象もあった。この時期BLはグループとしての市場シェアの首位をイギリスフォードに奪われ、労働党政権のもとで国有化を断行されるなど受難の時期となったが、それでもアレグロは改良を受けつつ1982年まで命脈を保ち、2ドアのエステート（ステーションワゴン）モデル、高級仕様『バンデン・プラ1500/1800』といった派生モデルも生み出した。また、イタリアでも当時 BL 傘下だったイノチェンティからリージェント（Regent ）の名で短期間（1973 - 1975年）だが生産された。
日本にはアレグロ自体は正規輸入されなかったが、バンデン・プラ1500は1977年頃、イタリア車のディーラーで知られるガレーヂ伊太利屋がごく少数を販売している。